# Terra de Coats
La Terra de Coats és una regió de l'Antàrtida situada a l'oest de la Terra de la Reina Maud i forma la costa oriental del mar de Weddell, estenent-se en direcció nord-est cap al sud-oest entre 20º00´O i 36º00´O. La part nord-est fou descoberta per l’Scotia per William S. Bruce, líder de l'expedició Antàrtica nacional escocesa de 1902-1904. Bruce va posar-li el nom de Coats Land per James Coats, Jr., i el major Andrew Coats, els dos patrocinadors principals de l'expedició.

## Costa de Caird

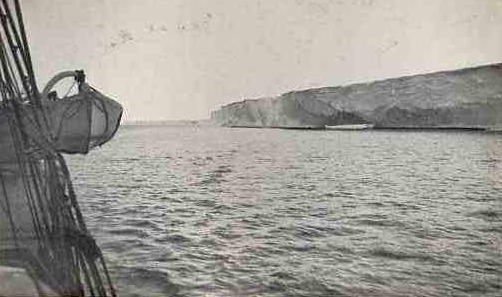
Els enormes penya-segats de gel de Caird Coast com ho va veure l'expedició Endurance el gener de 1915

El desembre de 1914 i gener de 1915, com a part del recorregut de la fracassada expedició Imperial Transantàrtica, Ernest Shackleton continuà l'exploració cap al sud, unint la descoberta de Bruce amb la terra que Wilhelm Filchner havia descobert amb el Deutschland el 1912.
La Costa de Caird és la porció de la costa de la terra de Coast ubicada entre el final de la glacera Stancomb-Wills, en 20º00´O, i la glacera Hayes, en 27º54´O. Shackleton l'anomenà així per sir James Key Caird, patró de l'expedició Endurance.